# 打蛋器

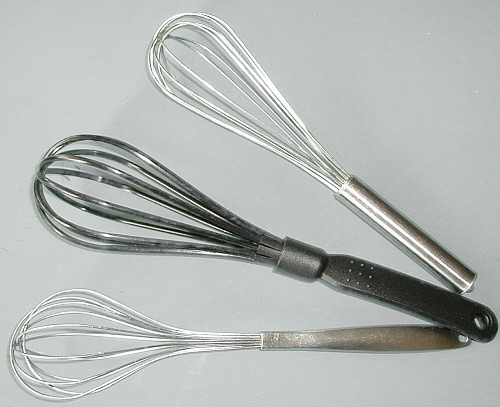
打蛋器

打蛋器是一种廚具，它可以将食品配料搅拌均匀，而且它可以将蛋白搅出泡沫或将鮮奶油搅成掼奶油，它也可以用來攪拌麵糊。大多数打蛋器由一个手柄和一些线圈组成。线圈通常是由金属製成的，但有些是由塑料以及竹子制成的。